# Borislav Palashev
Borislav Palashev, né le 13 mai 2002 à Plovdiv, est un coureur cycliste et triathlète bulgare.

## Biographie
Borislav Palashev commence la natation vers l'âge de huit ans sur les conseils de médecins, en raison d'une courbure de la colonne vertébrale. Il bascule ensuite vers le triathlon, où il devient l'un des grands espoirs bulgares,,. Dans cette discipline, il remporte de nombreux titres de champion national chez les jeunes,. Il termine également troisième d'un championnat d'Europe en 2016, dans la catégorie des 14-15 ans. 
En 2021, il est sacré champion de Bulgarie de triathlon parmi les élites, en distance sprint et sur le format olympique. Deux ans plus tard, il participe aux championnats d'Europe de triathlon sprint, organisés à Balıkesir. Il commence aussi à participer à des compétitions cyclistes de manière régulière. Sur le circuit de l'UCI Europe Tour, il termine septième de l'étape reine du Tour d'Albanie en 2024. Il obtient par ailleurs de bons résultats lors des championnats nationaux, d'abord chez les espoirs (moins de 23 ans). 
En 2025, il devient entraîneur et prend la présidence d'un club bulgare. Cette nouvelle responsabilité ne met néanmoins pas un terme à sa propre carrière sportive. Il parvient ainsi à s'imposer sur la course en ligne des championnats de Bulgarie de cyclisme, au mois de juin.

## Palmarès en cyclisme

### Par année
- 2023
  - 2e du championnat de Bulgarie du contre-la-montre espoirs
  - 3e du championnat de Bulgarie sur route espoirs
- 2024
  - 2e du championnat de Bulgarie sur route espoirs
  - 3e du championnat de Bulgarie du contre-la-montre espoirs
- 2025
  -  Champion de Bulgarie sur route
  - L'Étape Bulgaria by Le Tour de France[9]

### Classements mondiaux
| Année           | 2023 | 2024   |
| --------------- | ---- | ------ |
| UCI Europe Tour | e    | 1 091e |

## Palmarès en triathlon
Le tableau présente les résultats les plus significatifs (podium) obtenus sur le circuit national de triathlon depuis 2021,.
| Année | Compétition                     | Pays     | Position      | Temps           |
| ----- | ------------------------------- | -------- | ------------- | --------------- |
| 2021  | Championnats de bulgarie        | Bulgarie | Médaille d'or | 1 h 57 min 51 s |
| 2021  | Championnats de bulgarie sprint | Bulgarie | Médaille d'or | Timing          |